# Ngũ Đoan
Ngũ Đoan là một xã thuộc huyện Kiến Thụy, thành phố Hải Phòng, Việt Nam.
Xã Ngũ Đoan có diện tích 6,75 km², dân số năm 1999 là 7542 người, mật độ dân số đạt 1117 người/km².